# Kirkby
Kirkby är en stad i distriktet Knowsley, i grevskapet Merseyside i Storbritannien, nordost om Liverpool, med omkring 36 000 invånare. 

## Historia
Staden nämndes i Domedagsboken (Domesday Book) år 1086, och kallades då Cherchebi. och hade då omkring 80 invånare. Fortfarande 1947 var området i huvudsak jordbruksmark då Liverpools kommun beslöt att bebygga området för att komma tillrätta med den brist på bostäder som uppstått efter tyskarnas flygbombningar under andra världskriget.
Staden var som störst under 1960-talet då omkring 60 000 personer bodde i staden. De har minskat sedan dess då industriföretag flyttat från staden och födelsetalen varit låga. Numera är de största arbetsgivarna QVC och Barclaycard.

## Transport
Staden har järnvägsförbindelse med Liverpool och Manchester. De bägge motorvägarna M57 och M58 går nära förbi staden.

## Övrigt
Det uppmärksammade mordet på tvååringen James Bulger av två tioåringar skedde i staden.